# 船越衛

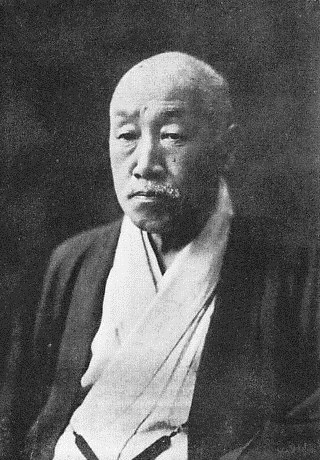
船越衛

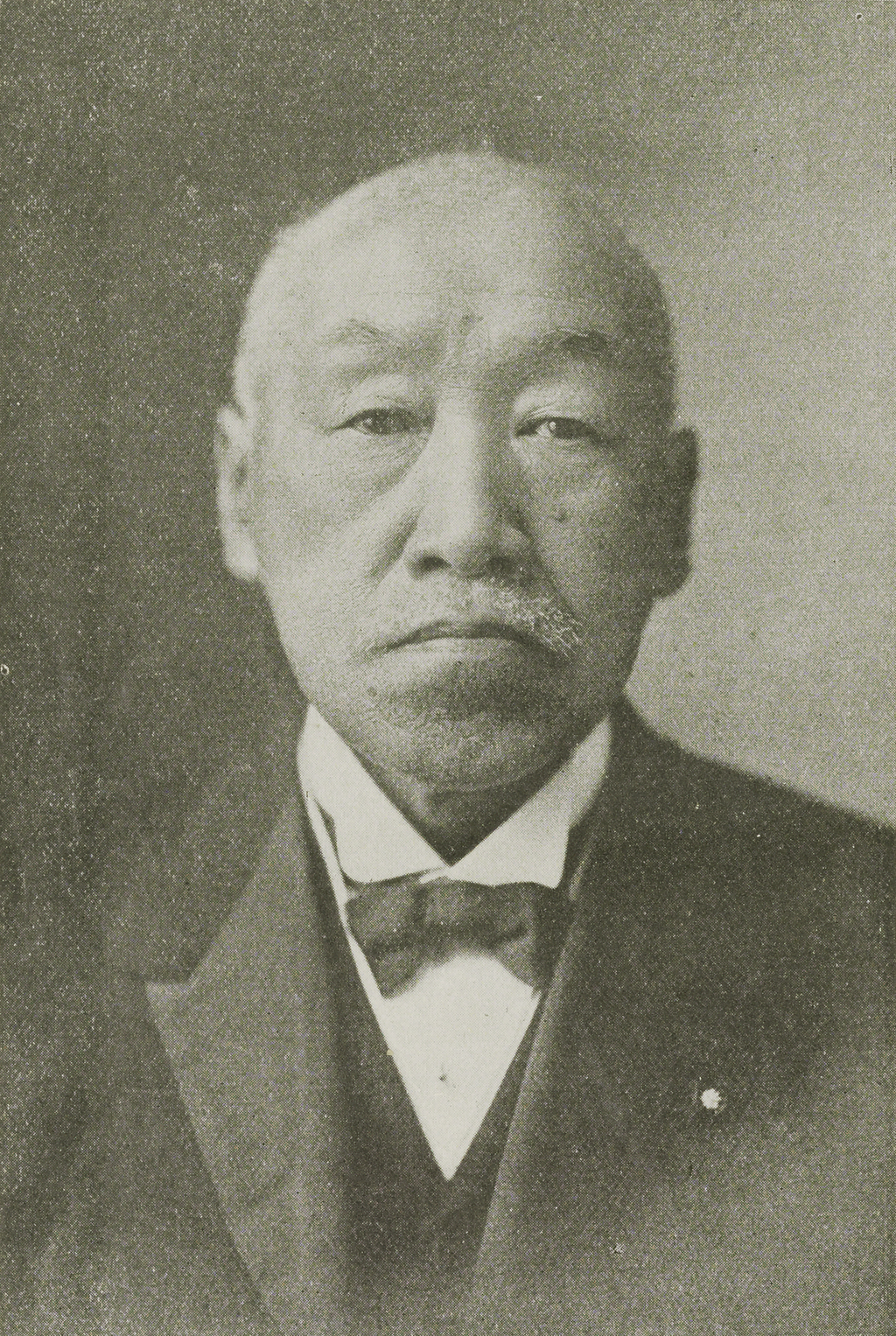
船越衛

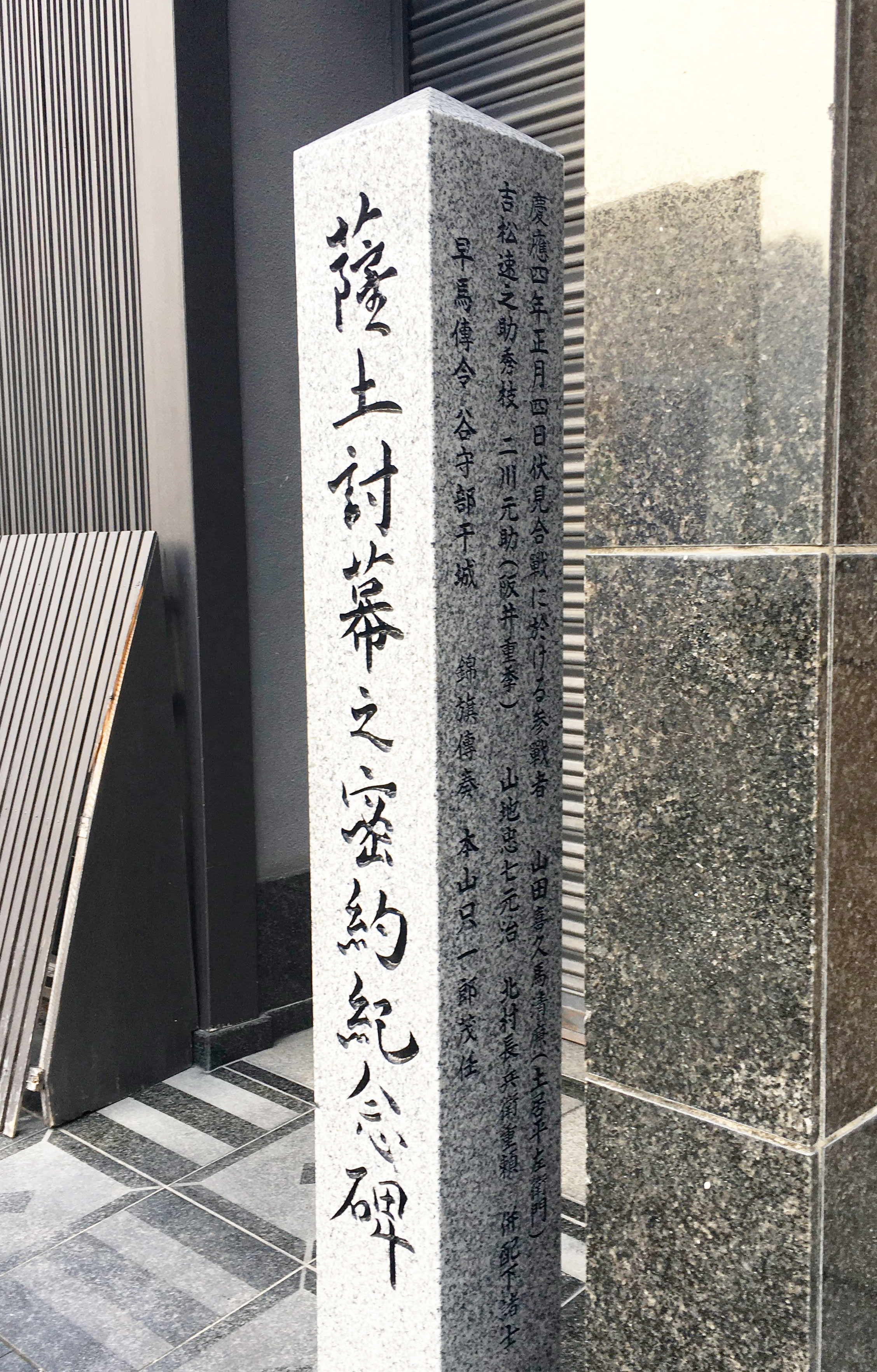
「薩土討幕之密約紀念碑」
題字板垣退助玄孫髙岡功太郎書
京都市東山区（祇園）切り通し

船越 衛（ふなこし まもる、1840年7月13日（天保11年6月15日） - 1913年（大正2年）12月23日）は、広島藩出身の明治期の官僚・貴族院議員。男爵。初代千葉県知事。父は広島藩の財務官僚として名高かった船越昌隆（八百十郎）。幼名は洋之助。号は松窓（松操、しょうそう）。子に船越光之丞、弟に加藤隆義がいる。

## 経歴

### 幼少期・明治維新との関わり
安芸国西地方町（現：広島市中区）生まれ。幼少の頃より広島藩校学問所（現：修道中学校・高等学校）で学び後に教授となる。折りしも父が政争に巻き込まれて閉門を受けた時期であり、父から理財について学ぶところが大きかった。黒船来航後は尊皇攘夷を支持して、学問所の同僚であった山田十竹、星野文平らと共に脱藩を企てるも未遂に終わった。後に藩執政辻維岳に認められて薩摩藩との交易事業を担当する。1863年（文久3年）の辻の上洛に随従して、尊皇攘夷派志士との関係を強め、長州藩の攘夷監察に向かった正親町公董および熊本藩河上彦斎の道案内役を引き受けて長州まで同行している。
第1次長州征伐の際には、長州藩と江戸幕府の和平交渉の仲介役に立ち、これが縁で大村益次郎から兵学を学んだ。慶応3年5月18日(1867年6月20日)、土佐藩の中岡慎太郎、乾退助、福岡孝弟、広島藩の船越洋之助らが京都祇園の「近安楼」に会して、討幕の策を練った。（※この話し合いをもとに、同5月21日（1867年6月23日）、乾退助は薩摩藩の西郷隆盛、吉井友実らと小松帯刀の寓居で「薩土討幕の密約」を結び、これが鳥羽伏見の戦いでの土佐藩参戦の根拠となり、戊辰戦争を勝利へ導いている）。また、土佐藩から辻維岳に対して大政奉還構想が伝えられると、辻の命により本国の意見の取り纏めを行った。
明治政府成立後は父とともに新政府に召されて、1868年（明治元年）には江戸府判事に任じられ、次いで戊辰戦争では軍務官権判事・東北遊撃軍参謀となって庄内藩・盛岡藩の攻略に戦功を上げて賞典禄200石が授けられた。大村益次郎の死後は山縣有朋（後に船越の長男・光之丞は山縣の娘婿となる）と結んで兵制改革にあたり、1870年（明治3年）に兵部大丞となるが、兵部省改組により陸軍省に移籍する。ところが、陸軍大丞兼会計局長の時に山城屋事件に連座して退官に追い込まれて軍人生命は終わりを告げる。その後、1874年（明治7年）に戸籍権頭を務め、内務省成立後は内務官僚としての道を歩んだ。

### 千葉県知事（県令）時代
1880年（明治13年）3月、第2代の千葉県令（後に千葉県知事と改称）に任命される。当時高まりつつあった自由民権運動に対しては明治17年（1884年）の夷隅事件で以文会を弾圧するなどの強硬策も取った。
当初は千葉県における鉄道建設を支持していたが、国策としての利根運河の建設が決定されると、鉄道と利根川水運の両立は困難であるとして井上勝とともに鉄道建設に慎重な立場に転じた。船越は県内鉄道敷設を働きかけていた武総鉄道と総州鉄道に対して計画の翻意や両者の合併を図ったが、総州鉄道が東京都知事を通じて正式に出願を行ったため、やむなく武総鉄道を千葉県知事として内閣に進達した。結局、両者の鉄道敷設の出願は政府に却下されたため、東京周辺では千葉県における鉄道の開通だけが大幅に遅れることになった。ただし、船越が懸念していた「鉄道の利根運河との競合」自体は間違いではなかった事は、鉄道開通後の利根川水運の衰退からみても明らかである。
町村制導入の際には2,456あった町村を1/7の358に減らすという大規模な合併を行った。こうした政策に対して県議会の自由党系が激しく船越を非難し、さらに改進党系が自由党系の非難を始めたことから県政は混乱状態に陥った。このため、1888年（明治21年）11月船越は元老院議官任命を理由に事実上の更迭処分を受けたのである。

### その後
その後、欧米視察を経て、1890年（明治23年）5月に石川県知事に任命され、1891年（明治24年）9月には宮城県知事に転じた。1894年（明治27年）1月23日には貴族院勅選議員に任じられて茶話会に属し、1910年10月19日まで務めた。1896年（明治29年）には宮中顧問官に任じられて、同年6月5日、男爵に叙された。1910年（明治43年）には枢密顧問官に任じられて在任中に死去した。

## 栄典
位階
- 1886年（明治19年）10月28日 - 従四位[9]
- 1892年（明治25年）2月13日 - 正四位[10]
- 1894年（明治27年）2月28日 - 従三位[11]
- 1904年（明治37年）2月29日 - 正三位[12]

勲章等
- 1888年（明治21年）5月29日 - 勲三等旭日中綬章[13]
- 1889年（明治22年）11月15日 - 銀製黄綬褒章[14]
- 1898年（明治31年）6月28日 - 勲二等瑞宝章[15]

## 家族
- 弟・加藤隆義 - 海軍大将。妻は加藤友三郎の娘・キミ子。
- 妹・くら - 山中隣之助の妻
- 妹・きよ - 石井徹（日本郵船取締役、太平生命保険会長）の妻
- 長男・船越光之丞 - 外交官。明治19年に品川弥二郎に連れられてドイツに遊学し、帰朝後外交官となり各国に公使として歴任、大正5年に特命全権公使・メキシコ駐剳に命じられたが、赴任せず退官[16]。妻は山縣有朋の次女・松子[16]。子に長男・船越光輔（東京銀行常務）、三男・山縣有光など。光輔と有光の岳父はともに伊沢良立。